# Râul Scârna
Râul Scârna este un curs de apă, al doilea afluent de stânga al râului Râului Mic (Cugir), care la rândul său este un afluent de stânga al râului Cugir și unul din cele două cursuri de apă majore care îl formează. 

## Generalități
Râul Scârna are doi afluenți semnificativi, Scârna Mare, ca afluent de stânga și Scârna Mică, ca afluent de stânga. Se formează la confluența celor doi afluenți și nu trece prin nicio localitate.

## Confluența formării
Precum Râul Scârna, Râul Cugir se formeaă la confluența dintre Râul Mic (Cugir) și Râul Mare (Cugir). 